# Waugh Peak
Die Waugh Peak ist ein 2430 m hoher und felsiger Berg in der antarktischen Ross Dependency. Im Königin-Maud-Gebirge ragt er südöstlich der Breyer Mesa an der Westflanke des Amundsen-Gletschersauf.
Das Advisory Committee on Antarctic Names benannte ihn 1967 nach Douglas Waugh, ab 1963 leitender Kartograph der Geological Society of America, der maßgeblich am Kartographieprogramm der Gesellschaft beteiligt war.